# NGC 6962
NGC 6962 este o liner situată în constelația Vărsătorul. A fost descoperită în 12 august 1785 de către William Herschel. Se află la o distanță de 57,54 de megaparseci de Pământ.